# Oreodytes dauricus
Oreodytes dauricus är en skalbaggsart som först beskrevs av Victor Ivanovitsch Motschulsky 1860.  Oreodytes dauricus ingår i släktet Oreodytes och familjen dykare. Inga underarter finns listade i Catalogue of Life.